# El Alien y yo
El alien y yo és una pel·lícula mexicana de comèdia irreverent del 2016 dirigida per Jesús Magaña Vázquez en el que es fa un cant a la integració de les persones amb síndrome de Down La pel·lícula fou nominada pre representar Mèxic a l'Oscar a la millor pel·lícula de parla no anglesa als premis Oscar de 2016, però finalment no fou seleccionada.

## Sinopsi
Lauro, Rita i Agus han format una banda de punk rock que no té gaire èxit. Per aquest motiu decideixen renovar el seu so, i per tal d'aconseguir-ho "fitxen" a Pepe, un teclista amb gran talent, un noi amb síndrome de Down a qui anomenen "El Alien". Gràcies al nou teclista són representats per Don Gramófono, que els porta al cim de l'escenari musical. Però el protagonisme d'El Alien desperta la gelosia de Lauro.

## Repartiment
- Juan Ugarte... Agus
- Inés de Tavira...	Rita
- Juan Pablo Campa	 	...	Lauro
- Paco de la Fuente 	...	Pepe (El Alien)

## Premis i nominacions
En la LIX edició dels Premis Ariel Paco de la Fuente va guanyar el premi a la millor revelació masculina, i fou nominat al millor guió adaptat. I en la 46a edició de les Diosas de Plata fou nominada a la revelació femenina, la revelació masculina i la millor cançó.